# Omul care a salvat Crăciunul
Omul care a salvat Crăciunul (titlu original: The Man Who Saved Christmas) este un film de Crăciun american din 2002 regizat de Sturla Gunnarsson. În rolurile principale joacă actorii Jason Alexander și Edward Asner.
Filmul este bazat pe evenimente reale și prezintă eforturile fabricantului de jucării Alfred Carlton Gilbert (interpretat de Jason Alexander) de la compania A. C. Gilbert de a continua să producă jucării pentru copii în timpul celui de-al doilea război mondial. A avut premiera pe canalul CBS în 2002 și a fost lansat în SUA pe DVD și Blu-ray în 2008 de către Echo Bridge Home Entertainment.

## Distribuție
- Jason Alexander ca Alfred Gilbert
- Ari Cohen ca Frank Gilbert
- Kelly Rowan ca Mary Gilbert
- Edward Asner ca Gilbert Senior
- Jake Brockman ca Al Gilbert, Jr.
- C. David Johnson ca Sam Ryder
- Jayne Eastwood ca Mrs. Gilbert